# جواد الخطيب
محمد جواد الخطيب هو سياسي عراقي شغل منصب وزير بلا وزارة في وزارة عبد الوهاب مرجان.
انتخب نائبا عن لواء كربلاء في الدورة الثالثة عشر من مجلس النواب العراقي (1953-1954).